# Василий (архиепископ Новгородский)

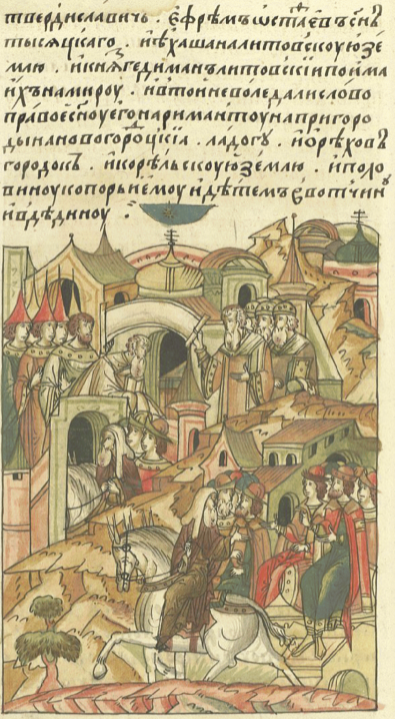
Василий уезжает из Литовской земли к Феогносту, посвящение Василия в епископы Новгородские

Архиепископ Василий Калика (Калѣка или Калѣйка — прозвище; ? — 3 июля 1352) — с 1330 года по 1352 год архиепископ Новгородский и Псковский.
Почитается Русской церковью как святой в лике святителей, память совершается (по юлианскому календарю): 4 июня (Собор Новгородских святых), 3 июля и Соборе святителей Новгородских; мощи его находятся в Софийском соборе.

## Биография
До избрания в сан архиепископа он совершил путешествие на Ближний Восток по святым местам, что видно из его «Послания о рае». Время архиепископства его совпало с тяжкими для Новгорода обстоятельствами и несчастиями всякого рода. Новгород, только что успевший оградить себя от тверских князей при помощи князя Московского, начал страдать от Москвы. Иван Калита сильно теснил Новгород, и владыке Василию пришлось быть предстателем пред ним за свободу своего родного города.
Во Пскове проявилось желание приобрести самостоятельность от Новгорода, и это прежде всего высказалось в стремлении псковичей иметь своего особого епископа. Они даже выбрали на этот пост некоего Арсения и отправили его на утверждение к митрополиту Феогносту, бывшему тогда на Волыни. Утвердить Арсения Феогноста убеждали и Гедимин, и псковский князь Александр Михайлович. Однако тот не пошёл им навстречу, не став делить епархии и утвердив архиепископом Новгородским и Псковским Василия, избранного новгородцами.
Когда в 1331 году Василий возвращался из Владимира-Волынского в Новгород, ему удалось благодаря предупреждению Феогноста оторваться от организованной Гедимином погони. Но вблизи Чернигова киевский князь Фёдор с ордынскими баскаками и отрядом в 50 человек напал на них, взял откуп и увёл в плен Ратслава, протодьякона Феогноста. Кроме того, Василий заключил с Фёдором соглашение о принятии на службу в Новгороде племянника Фёдора — Глеба (Наримунта) Гедиминовича, что стало первым случаем принятия в Новгороде князя-нерюриковича. Хотя историк Карамзин высказывал сомнения по поводу того, что Василий сдержал обещание, данное под угрозами. По его мнению, призвание Наримунта было добровольным решением новгородцев, продиктованным их собственными интересами.
Зная, что новгородцы привезли много серебра из-за Камы в результате торговли, Иван Калита потребовал, чтобы это серебро отдали ему. Получив отказ, он в 1333 году вместе с низовскими и рязанскими князьями занял Бежецк и Торжок и начал разорять окрестности. Архиепископ Василий ездил к нему в Переславль, чтобы договориться о мире с Новгородом, но не мог его умилостивить. Новгородцы давали великому князю 500 рублей серебра, с условием, чтобы он возвратил занятые им села и деревни, но Иван не согласился и в гневе уехал тогда к хану.
Эта опасность заставила новгородцев примириться с псковским князем Александром Михайловичем. Василий отправился в Псков вместе со своим клиросом, благословил народ и крестил сына князя и затем оставался его учителем. Это был первый за 7 лет визит архиепископа Новгородского к псковичам.
Только в 1334 году Василию, через посредство митрополита Феогноста, к которому он ездил во Владимир, удалось помирить Калиту с Новгородом. Князь Иван Данилович посетил Новгород, и в знак благоволения за оказанную ему почесть и приветливость жителей, позвал в Москву архиепископа и главных новгородских чиновников, чтобы за роскошное угощение отплатить им таким же.
В 1337 году, однако, новгородцы снова поссорились с великим князем, и он снова стал разорять их земли. Василий вновь отправился за поддержкой во Псков, но на этот раз псковичи, считая новгородцев уже своими врагами, приняли его очень холодно. Ему даже не дали ему обыкновенной так называемой судной пошлины, или десятой части из судебных казённых доходов. Он вынужден был уехать, объявив городу проклятие, как ранее делал со Псковом митрополит Феогност.
Богатая софийская казна, по распоряжению Василия, щедро отпускала средства на дела благотворительности и на украшение города. В 1337 года разливом Волхова разрушен был «Великий мост», соединявший Торговую и Софийскую стороны Новгорода, и между сторонами пошли пререкания о постройке нового моста, угрожавшие кровопролитием: Василий построил мост на счёт владычной казны. Он также собственными руками заложил новую городскую стену на другой стороне Волхова.

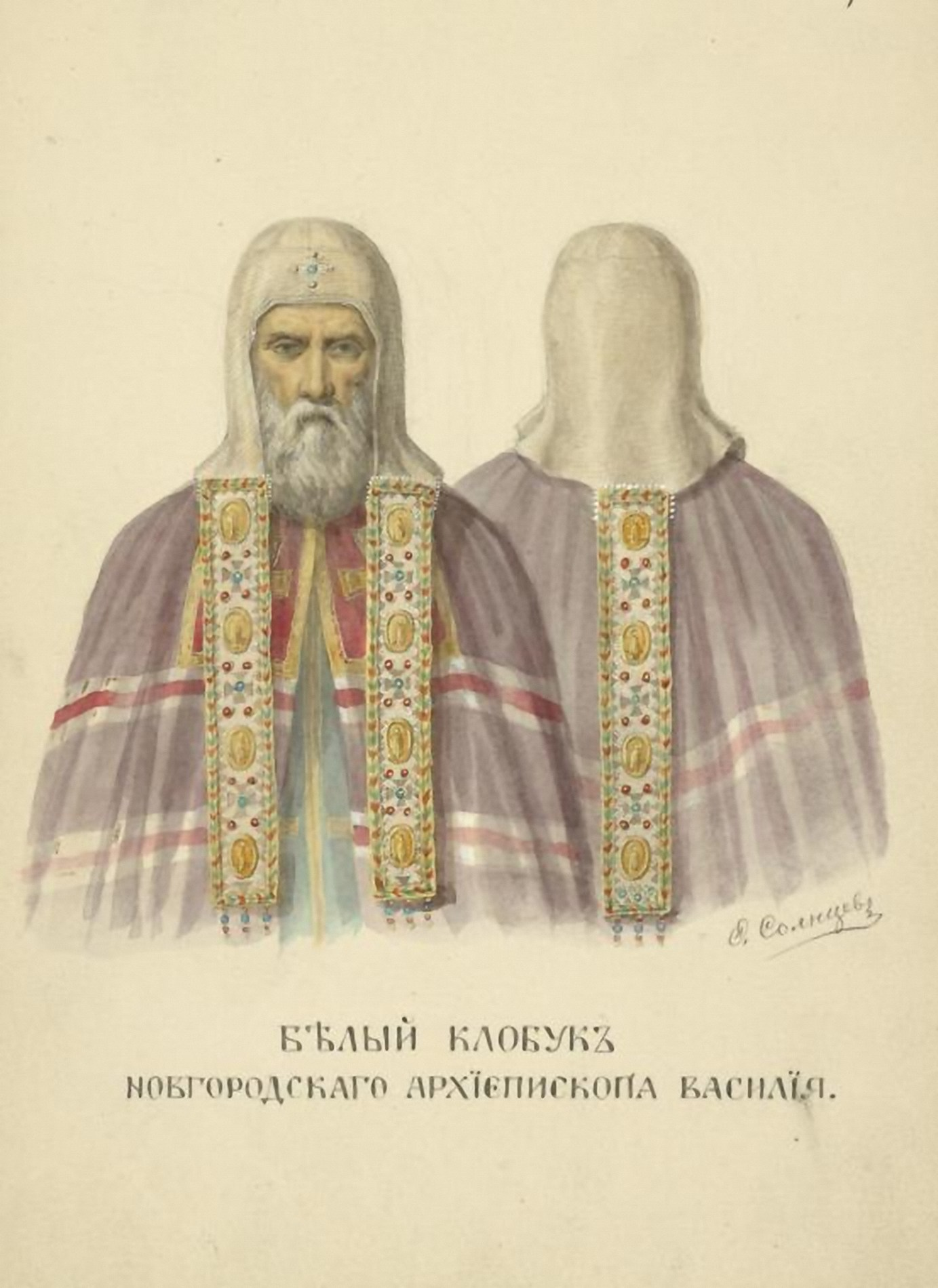
Художник Фёдор Солнцев. «Белый клобук знаменитого архиепископа Новгородского Василия представляет нам не только памятник церковной древности, возводимый безотчетным преданием ко временам Константина Великого, но и предмет притязаний владык новгородских на первенство и прений на Поместных Соборах. В 1352 г. наглавие сие прислано Царьградским патриархом Филофеем первому Василию, возведенному на степень архиепископа из белых священников. Васильев клобук, вязанный из белого крученого шелка, состоит из каптыря, или полусферической шапочки, с длинными отвесами, украшен крупным жемчугом и яхонтами. Долго подобное отличие было принадлежностью одних владык новгородских, потом присвоено себе всероссийскими митрополитами и патриархами».

В 1340 году архиепископ снова выполнял роль миротворца, когда у новгородцев произошел конфликт с великим князем Семеном Гордым из-за Торжка. Великий князь отправил туда своих наместников, но бояре Торжка их не приняли и с помощью новгородцев заковали их в цепи. Когда Семен начал готовить войско для похода, жители взбунтовались, освободили его наместников, выгнали новгородских бояр и приняли у себя великого князя. Испугавшись сильного войска, новгородцы отправили Василия и бояр просить мира. В итоге они уступили Семену всю дань, собираемую на землях близ Торжка, или 1000 рублей серебра, а великий князь, следуя обыкновению, грамотой обязался соблюдать их древние уставы. Семен долго не мог простить новгородцев. Только в 1347 году он по зову Василия, приезжавшего в Москву, отправился в Новгород, где сел на стол и пробыл три недели.

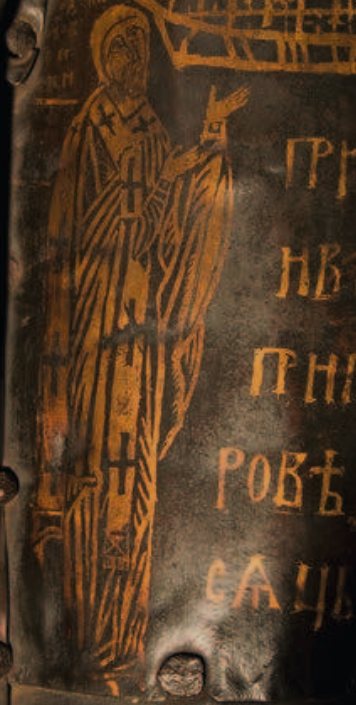
Изображение Василия Калики ок. 1336 г. на Васильевских вратах

В том же году сильный пожар произвёл великое опустошение в Новгороде, на обеих сторонах сгорело множество домов и лавок, 48 деревянных и 3 каменные церкви, погорел кремль, владычьи палаты, Софийский собор. Не уцелел и дом архиепископа. Боясь новых пожаров, жители убегали из домов, жили в полях, даже на воде в лодках, и архиепископ едва смог успокоить их церковными ходами и молебнами. Василий возобновил стены Софийского собора, покрыл его свинцом, устроил новый иконостас, из своей казны помогал возобновлять погоревшие церкви и опять устроил «Великий мост» через Волхов.
В Новгороде были многие нестроения и вражда между партиями, и владыка являлся их миротворцем. Так было, например, в 1344 году, при избрании нового посадника.
Сам владыка занимался живописью и своим мастерством украшал храмы: известна написанная им икона князей Бориса и Глеба для Борисоглебской церкви. Он украсил также Софийскую церковь медными, вызолоченными вратами и греческой живописью. Патриотическая и благотворительная деятельность святого Василия заслужила ему великое почтение и любовь новгородцев. Он был почтён и в Константинополе: в отличие от других русских архиереев, патриарх Константинопольский прислал ему крестчатые ризы и белый клобук, о котором впоследствии составилась целая повесть, с определённою целью — возвеличить Новгород сравнительно с Москвою. Когда в 1348 году от шведского короля Магнуса пришли послы в Новгород с вызовом на диспут о вере, владыка ответил: «Если хотите знать, какая вера лучше: ваша или наша, пошлите за этим к патриарху — мы приняли веру от греков».
Деятельный пастырь не был искусным богословом, что, между прочим, заметно в его известном «Послании к Феодору, епископу Тверскому, о рае». Он усердно доказывает Феодору, что рай, в котором жили первые люди, цел и существует на Востоке, а место мучений многие видели на Западе.
Самая смерть Василия свидетельствует об его любви к пастве. В 1352 году появилась во Пскове страшная зараза — «чёрная смерть», и в короткое время произвела в городе великое опустошение. Псковичи, подавленные горем и страхом, просили архиепископа, которому прежде много досаждали непослушанием, прибыть к ним и помолиться за них и вместе с ними. Владыка прибыл немедленно, совершил богослужение в трёх церквах, обошёл город с крестным ходом и утешил псковичей. Здесь он заболел, и скончался на обратном пути в Новгород, в обители Архангела, при устье реки Узы, впадающей в Шелонь, 3 июля 1352 году. Похоронен в Софийском соборе Великого Новгорода.
До него и по нём на Новгородской кафедре находился архиепископ Моисей (1325—1329 и 1352—1359), который, видимо был в неприязненных отношениях с митрополитом Феогностом.

## Праздники
Дни памяти святителя Василия, архиепископа Новгородского:
- 10 (23) февраля — в Соборе Новгородских святителей, день памяти Анны Новгородской,
- 4 (17) октября — в Соборе Новгородских святителей, день памяти Владимира Ярославича,,
- во 3-ю неделю (воскресение) по Пятидесятнице — в Соборе Новгородских святых,
- 3 (16) июля — день кончины.

## В культуре
К середине XV века Василий Калика стал местночтимым святым. Общецерковное почитание святителя Василия было подтверждено в 1981 году включением его имени в Собор Новгородских святых.
Калика действует в романе Дмитрия Балашова «Бремя власти».